# Georges Matisse
Pour les articles homonymes, voir Matisse (homonymie).
Georges Matisse est un physicien, philosophe, épistémologue et traducteur français, né le 25 janvier 1874 à Nevers et mort le 23 décembre 1961 à Paris.

## Biographie
Georges Matisse naît le 25 janvier 1874 à Nevers, dans le département de la Nièvre,.
Il soutient une thèse de doctorat en biophysique, intitulée Action de la chaleur et du froid sur l'activité motrice des êtres vivants, à la Faculté des sciences de Paris en 1919. De 1919 à 1924, il publie des traductions de l'anglais des ouvrages de Willard Gibbs, Ludwik Silberstein, E. John Russell et Keith Lucas (en). 
Il s'engage ensuite dans l'édification d'une somme encyclopédique, projet qu'il réussira à mener jusqu'à son terme en 1956 à l'âge de 82 ans. Il publie plusieurs ouvrages qui obtiennent les éloges de Gaston Bachelard et de Louis Rougier. Gaston Bachelard critique ses thèses dans l'ouvrage La philosophie du non, en 1949. Des auteurs plus récents, comme Paul Braffort ou Jean-Michel Besnier,, se réfèrent à ses travaux. 
Avec Madeleine Matisse, il compose des essais de nature poétique. Il meurt à Paris le 23 décembre 1961 à l'âge de 87 ans.

## Citations
- « Réjouissons-nous avec Poincaré[11] de vivre au vingtième siècle : ce sera le siècle des électrons. » (Georges Matisse, Histoire extraordinaire des électrons, Mercure de France, 1908)[12]
- « On s’est parfois étonné d’une mystérieuse harmonie du monde et de la pensée. En admettant qu'elle existe réellement en toutes choses - ce qui est loin d'être - il n'y aurait là qu'un ajustement de la pensée de l'homme à l'expérience sensible et intellectuelle, une adaptation de l'esprit au milieu où il se développe et qui le façonne. » (L’incohérence universelle : 1. Les logiques du réel et les lois de la nature, Georges Matisse, Presses Universitaires de France, 1953)[13]

## Publications
- Les méthodes de la psychologie, Paris, Revue des idées, 1906.
- Le talent musical et ses conditions anatomiques, Paris, 1907.
- Le principe de la conservation de l'assise et ses applications, Paris, Librairie Hermann, 1907[14].
- Essai philosophique sur l'énergétique, La revue des idées, 1907.
- Histoire extraordinaire des électrons, Mercure de France, 1908.
- Les sens créateurs des aptitudes, Paris, Aux bureaux de la revue, 1909.
- L'intelligence et le cerveau, Paris, Mercure de France, 1909.
- Les Ruines de l'idée de Dieu, Paris, Bureaux de la Revue des idées, 1911[15].
- La Pensée répond-elle à une mise en jeu d'énergie?, Bologne, Zanichelli, 1912.
- La théorie moléculaire et la science contemporaine, Mercure de France, 1913.
- Aux Allemands. Pourquoi n'êtes-vous pas aimés dans le monde?, Lausanne, Suisse, Bibliothèque de la Libre pensée internationale, 1915[16].
- Action de la chaleur et du froid sur l'activité motrice des êtres vivants, thèse de doctorat, Faculté des sciences de Paris, 1919[17].
- Interprétation philosophique du principe de la relativité d'Einstein, 1921.
- La transmutation de la sociologie, Paris, Mercure de France, 1921.
- La loi d'Arrhénius contre la règle du coefficient de température, Liège, Vaillant-Carmanne, 1921.
- Le mouvement scientifique contemporain en France, Paris, Payot, 1921.
  - I. Les sciences naturelles, Paris, Payot, 1921.
  - II. Les sciences physiologiques, Paris, Payot, 1924.
  - III-IV. Les sciences physico-chimiques, Les sciences mathématiques, Paris, Payot, 1925.
- Paris, centre de culture intellectuelle, avec Leopold Cardon, New York, Holt, 1925.
- Les Sortilèges de l'esprit : Les Nuées changeantes, drame philosophique. Songe d'une nuit de printemps, dialogue philosophique. Le Bonheur, dialogue philosophique, avec Madeleine Matisse, Paris, Éditions du Nouveau monde, 1924.
- Le Nouvel Ecclésiaste, Paris, Les éditions du monde moderne, 1928.
- Le Domaine de la connaissance et celui du sentiment, réponse à la Lettre d'un libre penseur aux Libres penseurs de Pierre Jouvet, Lausanne, Libre pensée internationale, 1929.
- L'espace universel est-il fini ou infini?, Paris, Doin, 1933.
- Interprétation philosophique des relations d'incertitude et déterminisme, Paris, Hermann, 1936.
- La question de la finalité en physique et en biologie, Paris, Hermann, 1937.
  - I. Principes généraux : Lois d'économie, d'extremum, de simplicité, Paris, Hermann, 1937.
  - II. Faits particuliers : dispositifs et phénomènes présentés par les êtres vivants, examen critique des théories, Paris, Hermann, 1937.
- La philosophie de la nature, Paris, Alcan, 1937-1938.
  - I. Identité du monde et de la connaissance, Paris, Alcan, 1938.
  - II. Le primat du phénomène dans la connaissance, Paris, Librairie Félix Alcan, 1938[18],[19].
  - III. L'arrangement de l'univers par l'esprit, Paris, Alcan, 1938.
- L'éternelle illusion : les métaphysiques de la vie et de l'esprit, Paris, Les éditions d'art et d'histoire, 1942[20].
- Monde vivant, monde minéral et principe d'émergence : attitude mentale et méthodes différentes dans l'étude des deux domaines, Paris, Hermann, 1943.
- Causalité et finalité, avec Jean Mariani, Paul Masson-Oursel, Jean Przyluski, Alexandru Proca et Jean-Louis Destouches, Paris, Presses universitaires de France, 1944.
- Impassible univers : La question de la finalité dans le monde des êtres vivants. Sur l'invention dans la nature, Paris, Van Oest, 1944.
- Le rameau vivant du monde, Paris, Presses universitaires de France, 1947-1949.
  - I. Le déchiffrement des faits, Paris, Presses universitaires de France, 1947[21],[22].
  - II. Philosophie biologique, Paris, Presses universitaires de France, 1949.
  - III. Perspectives nouvelles du monde animé, Paris, Presses universitaires de France, 1949.
- Qu'est-ce que le matérialisme?, Herblay, Editions de l'idée libre, 1949.
- A la source des phénomènes vitaux : vers une bio-thermodynamique, Paris, Hermann, 1951.
- Vers une science nouvelle : la biothermodynamique, Proceedings of the XIth International Congress of Philosophy, 1953[23].
- L'incohérence universelle, Paris, Presses Universitaires de France, 1953-1956[24],[25].
  - I. Les logiques du réel et les lois de la nature, Paris, Presses Universitaires de France, 1953[26].
  - II. Le principe d'émergence et le compartimentage du déterminisme, Paris,  Presses universitaires de France, 1956.
  - III. Le mirage de l'ordre, Paris, Presses universitaires de France, 1956[27].

## Traductions de l'anglais
- L'équilibre des substances hétérogènes : exposé abrégé, par Willard Gibbs, Paris, Gauthier-Villars, 1919.
- La conduction de l'influx nerveux, par Keith Lucas (en), publié par Edgar Douglas Adrian, Paris, Gauthier-Villars, 1920.
- Éléments d'algèbre vectorielle et d'analyse vectorielle, par Ludwik Silberstein, Paris, Gauthier-Villars, 1921.
- Éléments de la théorie électromagnétique de la lumière, par Ludwik Silberstein, Paris, Gauthier-Villars, 1923.
- Les Conditions du sol et la croissance des plantes, par E. John Russell, Paris, Flammarion, 1924.